# Luis Castañeda Pardo
Luis Manuel Castañeda Pardo (San Isidro, 11 de noviembre de 1985) es un administrador y político peruano. Fue candidato a la alcaldía de Lima por el partido Solidaridad Nacional en las elecciones municipales del 2018. También fue regidor desde el 2011 hasta su revocatoria en 2013.

## Biografía
Nació en el distrito de San Isidro, ubicado en la ciudad de Lima, el 11 de noviembre de 1985. Es hijo del exalcalde Luis Castañeda Lossio y de Rosario Pardo Arbulú.
Realizó sus estudios primarios y secundarios en el Colegio Peruano-Británico. Es bachiller en Administración y licenciado en Finanzas de la Universidad Peruana de Ciencias Aplicadas, con el grado Medes Executive de la Escuela de Direcciones de la Universidad de Piura y un master en marketing de EADA Y Centrum.
Fue analista en Telefónica del Perú en el 2009, también fue gerente general de Inflight Media s.a.c (2013), Total Artefactos s.a (2014) y en Conecta Retail s.a (2015).

## Carrera política
Se inició como militante en el partido Solidaridad Nacional fundado por su padre. Su primera participación en la política fue en las elecciones municipales del 2006 como regidor del Distrito de La Molina por la alianza Unidad Nacional y logró resultar elegido.

### Regidor de Lima
En las elecciones municipales del 2010, fue incluido en la lista de candidatos a regidores liderados por Lourdes Flores por el Partido Popular Cristiano y Castañeda logró ser elegido para el periodo 2011-2014. Sin embargo, tres años más tarde sería revocado durante la consulta popular de revocatoria en 2013.

### Candidato en 2018
Fue elegido como candidato por Solidaridad Nacional para la alcaldía de Lima en las elecciones municipales del 2018.
Durante su campaña electoral, Castañeda fue blanco de críticas por la cuestionada gestión de su padre. Castañeda quedó en el noveno lugar en los resultados oficiales por la Oficina Nacional de Procesos Electorales.